# Abracadabra (album)
Abracadabra je dvanácté album americké rockové skupiny Steve Miller Band, vydané v roce 1982. Album bylo oceněno jako platinové ve Spojených státech.

## Seznam skladeb
1. "Keeps Me Wondering Why" (Gary Mallaber, Kenny Lee Lewis) – 3:43
2. "Abracadabra" (Steve Miller) – 5:10
3. "Something Special" (Mallaber, Lonnie Turner, Greg Douglass) – 3:35
4. "Give It Up" (Miller) – 3:35
5. "Never Say No" (Mallaber, John Massaro, Lewis) – 3:37
6. "Things I Told You" (Mallaber, Massaro) – 3:15
7. "Young Girl's Heart" (Mallaber, Massaro) – 3:33
8. "Goodbye Love" (Mallaber, Douglass, Turner) – 2:53
9. "Cool Magic" (Mallaber, Lewis) – 4:23
10. "While I'm Waiting" (Mallaber, Massaro) – 3:26

## Sestava
- Steve Miller – zpěv, kytara, synclavier
- John Massaro – kytara
- Kenny Lee Lewis – kytara
- Norton Buffalo – harmonika
- Byron Allred – klávesy
- Gary Mallaber – bicí, perkuse, klávesy
- Greg Douglass – kytara
- Lonnie Turner – baskytara